# 梅村充
梅村 充（うめむら みつる、1951年3月6日 - ）は、日本の経営者。ヤマハ社長を務めた。

## 来歴・人物
東京都出身。1975年に東京大学文学部を卒業し、同年に日本楽器製造(のちのヤマハ)に入社。2001年に執行役員に就任し、2003年に上席執行役員、2006年に常務を経て、2007年6月には社長に就任。2013年6月に特別顧問に就任。